# Richard Schmitt

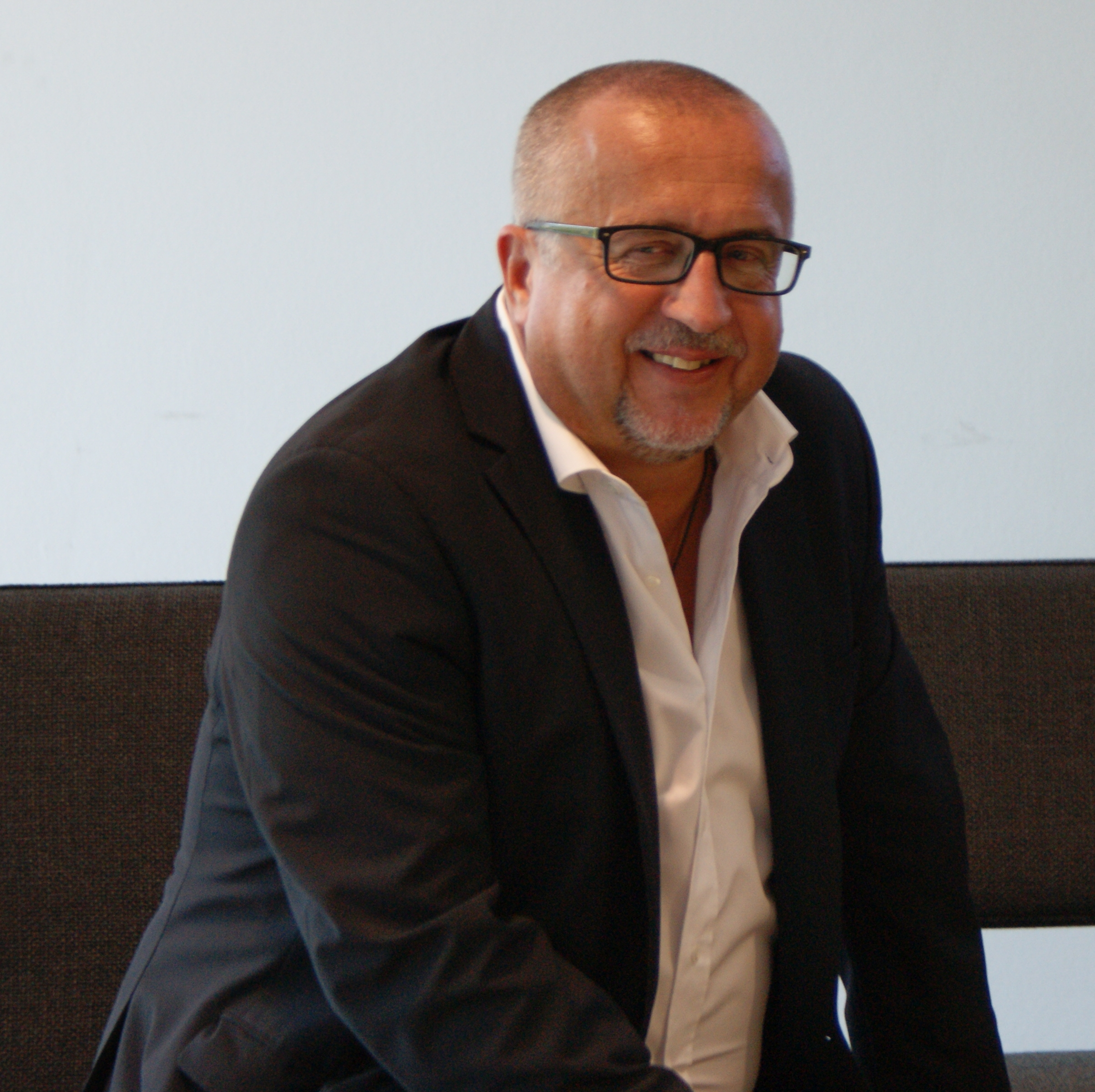
Richard Schmitt, 2022

Richard Schmitt (* 13. August 1968 in Linz) ist ein österreichischer Journalist und war bis Anfang 2024 Chefredakteur und Mitgesellschafter des Online-Boulevardmediums eXXpress.

## Beruflicher Werdegang
Sein gleichnamiger Vater Richard Schmitt war Vizechefredakteur der oberösterreichischen Regionalausgabe der Kronen Zeitung. Gegen den Willen seines Vaters begann Schmitt in der Chronikabteilung der Kronen Zeitung zu arbeiten.

### U-Express
2001 wurde Schmitt vom Herausgeber der Kronen Zeitung Hans Dichand zum Junior-Chefredakteur des neugegründeten Gratisboulevardblattes U-Express ernannt.

### Heute
Beim Nachfolgeblatt Heute nahm er die gleiche Rolle ein, bis er sich 2011 mit der Herausgeberin Eva Dichand (der Schwiegertochter Hans Dichands) überwarf und als Berater zur Kronen Zeitung zurückkehrte.

### krone.at
Bei der Kronen Zeitung leitete er die Internetpräsenz krone.at, die er innerhalb weniger Jahre zur reichweitenstärksten Nachrichtenplattform Österreichs ausbaute. In dieser Zeit wurde ihm der Schmähpreis „Rosa Koffer“ verliehen, der für sexistische Berichterstattung vergeben wird. Eine zentrale Arbeitsweise bestand dabei im Überspitzen von Meldungen für die Onlinepräsentation, die so nie in der Druckausgabe erschienen wären, dies im Wesentlichen in inoffizieller Zusammenarbeit mit dem Parteiführer der rechtspopulistischen FPÖ Heinz-Christian Strache. Im Sommer 2017 wurde Strache auf Ibiza heimlich dabei gefilmt, wie er einem Lockvogel unter anderem erzählte, was er nach der Übernahme der Kronen Zeitung zu tun gedenke. Dabei diskreditierte er den Berufsstand der Journalisten, indem er diese als „die größten Huren auf dem Planeten“ bezeichnete. Lediglich Schmitt wurde von Strache unter namentlicher Nennung positiv hervorgehoben. Zwei Jahre später war Strache Vizekanzler der Bundesregierung Kurz I und musste nach Bekanntwerden der Filmaufnahme („Ibiza-Affäre“) zurücktreten. Schmitt, dessen tendenziöser Stil in Artikeln und Kolumnen und persönlichen Kampagnen mehrfach kritisiert worden war, musste seine Position aufgeben, da die Krone versuchte, seriöser aufzutreten.

### Österreich
Schmitt wechselte in Folge zum Boulevardkonkurrenten Österreich von Wolfgang Fellner. Dort blieb er bis Ende 2020. Im Jahr 2020 veröffentlichte Handynachrichten zeigten, dass Schmitt und Strache planten, ein gemeinsames eigenes Medium aufzubauen.

### eXXpress.at
Ab März 2021 war er gemeinsam mit Eva Schütz Herausgeber des Onlinemediums EXXpress, bei dem er auch zehnprozentiger Mitgesellschafter war. Am 15. März 2021 startete es mit der Veröffentlichung des Tonbandes der Ibiza-Affäre in gesamter Länge, obwohl laut Frankfurter Allgemeine Zeitung die von Schmitt publizierten Inhalte keinen Neuigkeitswert hätten. Schmitt spricht im Rahmen der Veröffentlichung des gesamten Tonbandes von entlastendem Material zugunsten von Strache. Am 24. Jänner 2024 verkündete Eva Schütz, dass Schmitt nicht mehr Chefredakteur wäre. Er selbst erklärte dem Standard, an einem neuen Medium mit Ausrichtung auf „Europa und seine Politiker“ zu arbeiten. Schütz übernimmt die Anteile von Schmitt am eXXpress.

## Kritik
Schmitts journalistischer Arbeit wurde „journalistische Gratwanderung“ vorgeworfen, etwa wegen negativer Berichterstattung über die SPÖ-Politikerin Renate Brauner, den Politiker der Grünen Christoph Chorherr oder die Intimsphäre verletzenden Veröffentlichungen über das Entführungsopfer Natascha Kampusch. Bereits 2019 hat der damalige oe24-Chefredakteur Schmitt die journalistische Sorgfaltspflicht missachtet. Laut dem Straflandesgericht Wien wurden nach erster Veröffentlichung des Ibiza-Videos im Mai 2019 in Artikeln Schmitts gewisse Behauptungen „herbeigeredet“; die Veröffentlichungen wären außerdem „tendenziös“ gewesen, andernorts „reißerisch dargestellt“ und würden „reißerisch wahrheitswidrige“ Verbindungen herstellen.

### Verlorene Ehrenbeleidigungsklage
Helge Fahrnberger, der Gründer des Medien-Watch-Blogs Kobuk.at, auf dem Faktenchecks zu Artikeln in österreichischen Boulevardmedien erscheinen, schrieb auf Twitter über Schmitt:

„Wenn Richard Schmitt was schreibt, ist die Wahrscheinlichkeit, dass es nicht stimmt, recht hoch. Wenn's um Verkehr geht, steigt sie gegen 100 %“

Diese Aussage wurde von Schmitt geklagt. Fahrnberger (rechtsvertreten von Maria Windhager) trat den Wahrheitsbeweis an, indem er 18 Artikel Schmitts auf ihr Tatsachensubstrat untersuchte und diese auch auf Kobuk veröffentlichte. Das Gericht urteilte im August 2020 zugunsten Fahrnbergers: Dessen Tweet sei „Kritik an der tendenziösen Art der Publikationen des Klägers – die sich auch aus dem festgestellten Sachverhalt ohne weiteres ableiten lässt – und damit als Werturteil zu sehen, das sich einer zulässigen stilistischen Übertreibung bedient“. Das wurde in zweiter Instanz vom Oberlandesgericht Wien bestätigt. Die von Fahrnberger für den Prozess gesammelten Spenden wurden in Folge an Reporter ohne Grenzen überwiesen.

### Verurteilung wegen übler Nachrede und Kreditschädigung
Mitte September 2021 wurde er vom OLG Wien für seine Berichterstattung über einen Anwalt verurteilt, durch die Schmitt in mehreren Artikeln eine von ihm nicht belegte Nähe des Ibiza-Videos zur Sozialdemokratischen Partei Österreichs herstellen wollte.

### Verurteilung von Oe24 wegen Artikeln von Schmitt
Im Oktober 2021 wurde Oe24 in erster Instanz für 16 Artikel von Schmitt über die Moderatorin Katia Wagner verurteilt, in der dieser eine Nähe zur Produktion des Ibiza-Videos unterstellt wurde. Dies geschah, nachdem es Schmitt nicht gelungen war, Wagner als Moderatorin anzuwerben. Das Gericht urteilte: „Die Veröffentlichungen sind tendenziös“, der Verdacht sei „mutwillig herbeigeredet“, die Behauptungen „konstruiert“. Zudem hätte „mangelnde Recherche“ stattgefunden und/oder läge „böswillige Absicht“ vor. Der Konzern Österreich wurde zur Bezahlung von 43.500 Euro und Übernahme der Anwaltskosten verurteilt.

### Vorwurf des Sexismus
Die im Jänner 2022 wegen eines Tweets entlassene stellvertretende Chefredakteurin Anna Dobler von Exxpress reichte im Februar 2022 Klage gegen ihre Entlassung ein. Der Tweet, in dem sie Sozialismus und Nationalsozialismus in Verbindung setzte, sei nur der Vorwand. In Wirklichkeit habe sie sich mehrfach über die unethischen Arbeitsweisen in der Redaktion beschwert. Auch würde Schmitt nur die weiblichen Mitarbeiter anschreien und Frauen würden schlechter bezahlt werden.

### Widerruf eines Berichts über die Ibiza-Affäre
Anlässlich der Veröffentlichung des Ibiza-Videos (siehe oben) 2017 behauptete Schmitt auf Oe24, die Aufdecker-Journalisten hätten für das Video bezahlt und damit für eine Straftat Geld ausgegeben. Schmitt ließ einen Tweet über den inkriminierten Artikel auch auf Twitter stehen, nachdem dagegen eine einstweilige Verfügung erwirkt worden war, und bekam eine Geldstrafe. Für den Artikel wurden Schmitt und Oe24 wettbewerbsrechtlich wegen Herabsetzung geklagt. Nachdem die geklagten Parteien Ende April 2022 bekanntgegeben hatten, dass sie den in der Klage geforderten Widerruf vollinhaltlich übernehmen, war entsprechend dem österreichischen Strafrecht das Verfahren vorzeitig mit einer Diversion zu beendigen.

### Antisemitische Karikatur imExxpress
Im November 2022 veröffentlichte das Onlinemedium Exxpress, dessen Chefredakteur Richard Schmitt zum damaligen Zeitpunkt war und das als ÖVP-nah gilt, eine als antisemitisch eingestufte Karikatur. Nach heftiger öffentlicher Kritik wurde die Karikatur gelöscht, nachdem Schmitt diese zunächst noch verteidigt hatte. Die Israelitische Kultusgemeinde kommentierte: „Es ist nicht hinnehmbar, dass ein österreichisches Medium, das zudem öffentliche Förderungen erhält, solche Karikaturen verbreitet.“ Auch das Dokumentationsarchiv des österreichischen Widerstandes und der Presserat äußerten sich kritisch zu dieser Karikatur und ihrer Veröffentlichung im „Exxpress“.

### Verbreitung russischer Narrative & Propaganda
Seit dem Einmarsch Russlands in die Ukraine sorgte Schmitt mit der Verbreitung russischer Narrative und Propaganda beim Exxpress und auf seinen Kanälen in den sozialen Medien für viel Aufsehen.
Er führte im Juni 2023 beim Exxpress das heftig kritisierte Interview mit dem russischen Botschafter Dmitri Jewgenjewitsch Ljubinski.

## Publikationen
- (mit Peter Strasser): Rot-weiß-rote Schicksalstage. Entscheidungsschlachten um Österreich. NP-Buchverlag, St. Pölten, Wien, Linz, 2004